# Mützenich (bei Prüm)

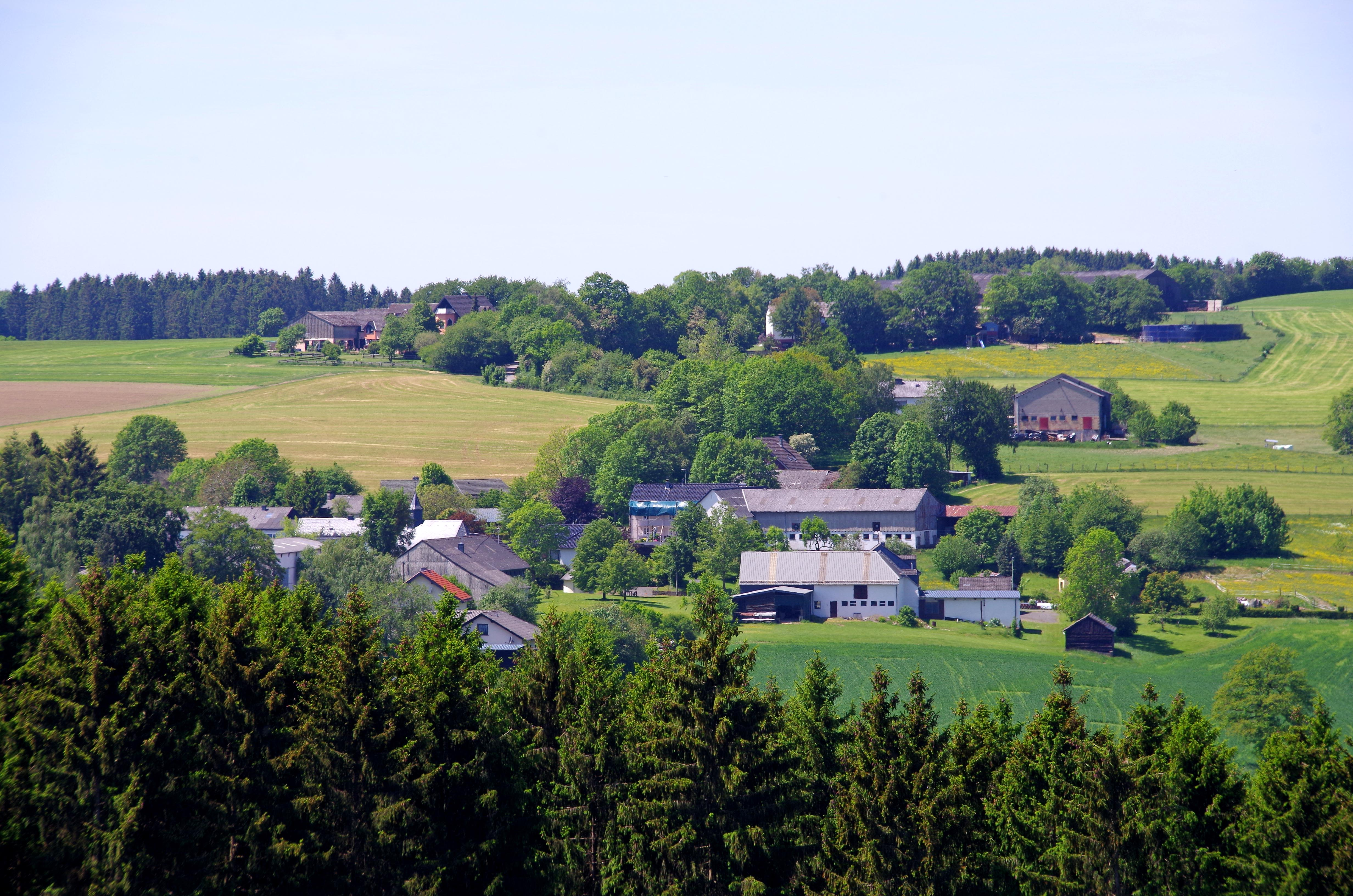
Ortsansicht Mützenich 2020

Mützenich ist eine Ortsgemeinde im Eifelkreis Bitburg-Prüm in Rheinland-Pfalz. Sie gehört der Verbandsgemeinde Prüm an.

## Geographische Lage
Mützenich liegt nordwestlich von Bleialf, unweit der Staatsgrenze zu Belgien. Der Ort ist überwiegend von landwirtschaftlichen Nutzflächen sowie einem Waldgebiet im Osten umgeben. Östlich von Mützenich fließt der Ihrenbach und nördlich des Ortes der Archenbach.
Neben dem Hauptort Mützenich zählen auch die Ortsteile Schweiler und Ihrenbrück sowie die Wohnplätze Berghof und Auf Eisenfenn zur Gemeinde.

## Geschichte
Das Gebiet um Mützenich war schon früh besiedelt, was durch den Fund von römischen Brandgräbern nordöstlich von Mützenich nachgewiesen werden konnte. Es handelt sich um eine Nekropole aus dem 2. Jahrhundert n. Chr.
Der Ort Mützenich hatte im Jahr 1777 zwölf Hausstätten, sieben davon gehörten zur prümischen Schultheißerei Bleialf und fünf zum kurtrierischen Amt Schönberg. Südlich von Mützenich liegt in der Gemarkung des Ortes die kleine Ansiedlung Schweiler, die 1777 sechs Hausstätten zählte und sich seitdem kaum vergrößert hat.
Mützenich gehörte lange Zeit zur Gemeinde Winterscheid und erlangte erst 1954 die Eigenständigkeit als selbstständige Gemeinde.
Statistik zur Einwohnerentwicklung
Die Entwicklung der Einwohnerzahl von Mützenich, die Werte von 1939 bis 1987 beruhen auf Volkszählungen:
| Jahr | Einwohner |
| ---- | --------- |
| 1939 | 199       |
| 1950 | 207       |
| 1961 | 181       |
| 1970 | 159       |
| 1987 | 151       |
| 1990 | 141       |

| Jahr | Einwohner |
| ---- | --------- |
| 1995 | 136       |
| 2000 | 127       |
| 2005 | 125       |
| 2010 | 113       |
| 2015 | 113       |
| 2018 | 115       |

## Politik

### Bürgermeister
Dieter Hansen wurde am 23. Juni 2014 Ortsbürgermeister von Mützenich. Bei der Direktwahl am 26. Mai 2019 wurde er mit einem Stimmenanteil von 80,33 % für weitere fünf Jahre in seinem Amt bestätigt. Er wurde im Juni 2024 wiedergewählt.

### Wappen
| Wappen von Mützenich                                                          |
| Das Wappen wurde vom Heraldiker Christian Credner aus Lambertsberg gestaltet. |

## Kultur und Sehenswürdigkeiten

### Bauwerke
- Kapelle St. Josef aus dem 17. Jahrhundert

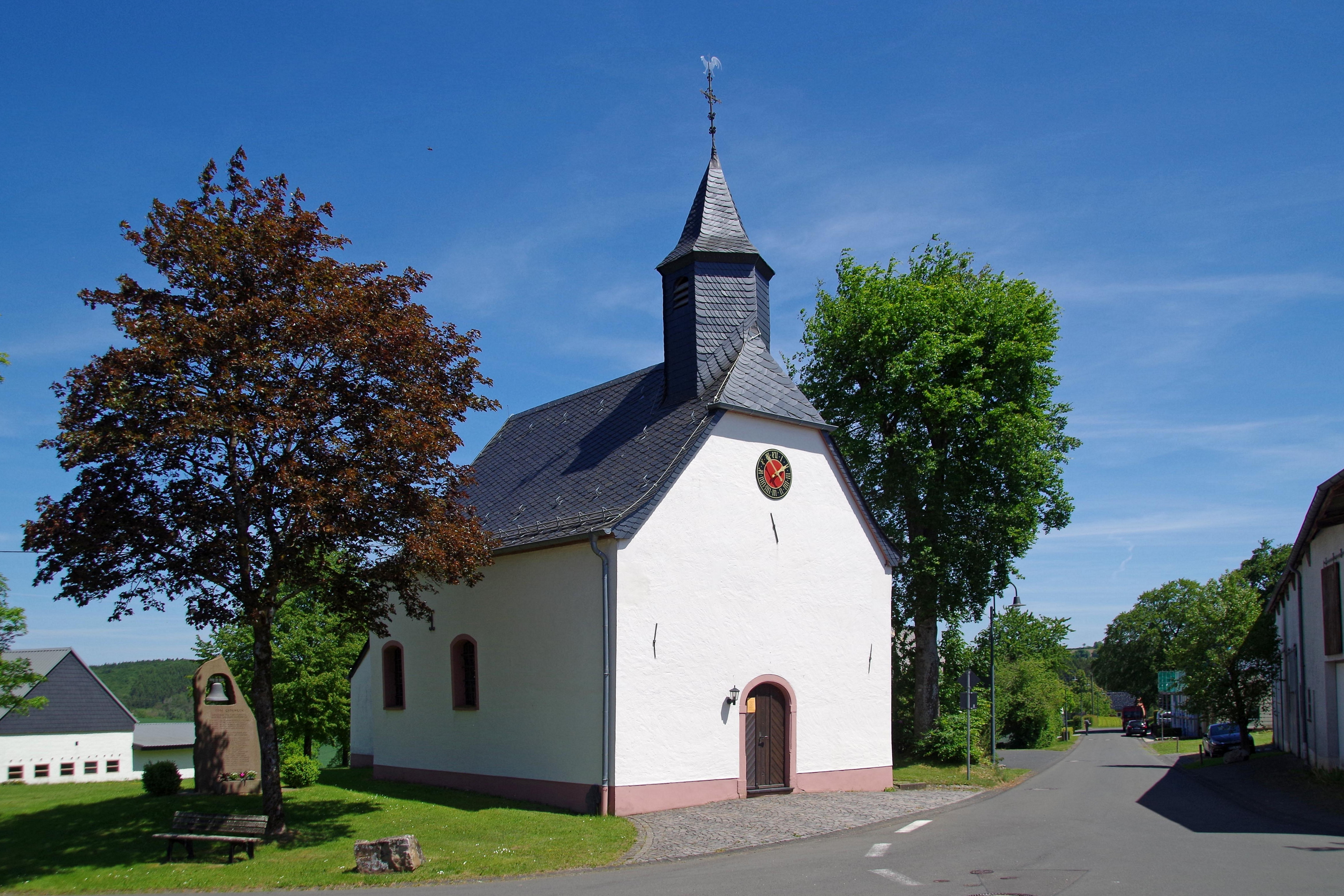
St. Josef (Westseite)
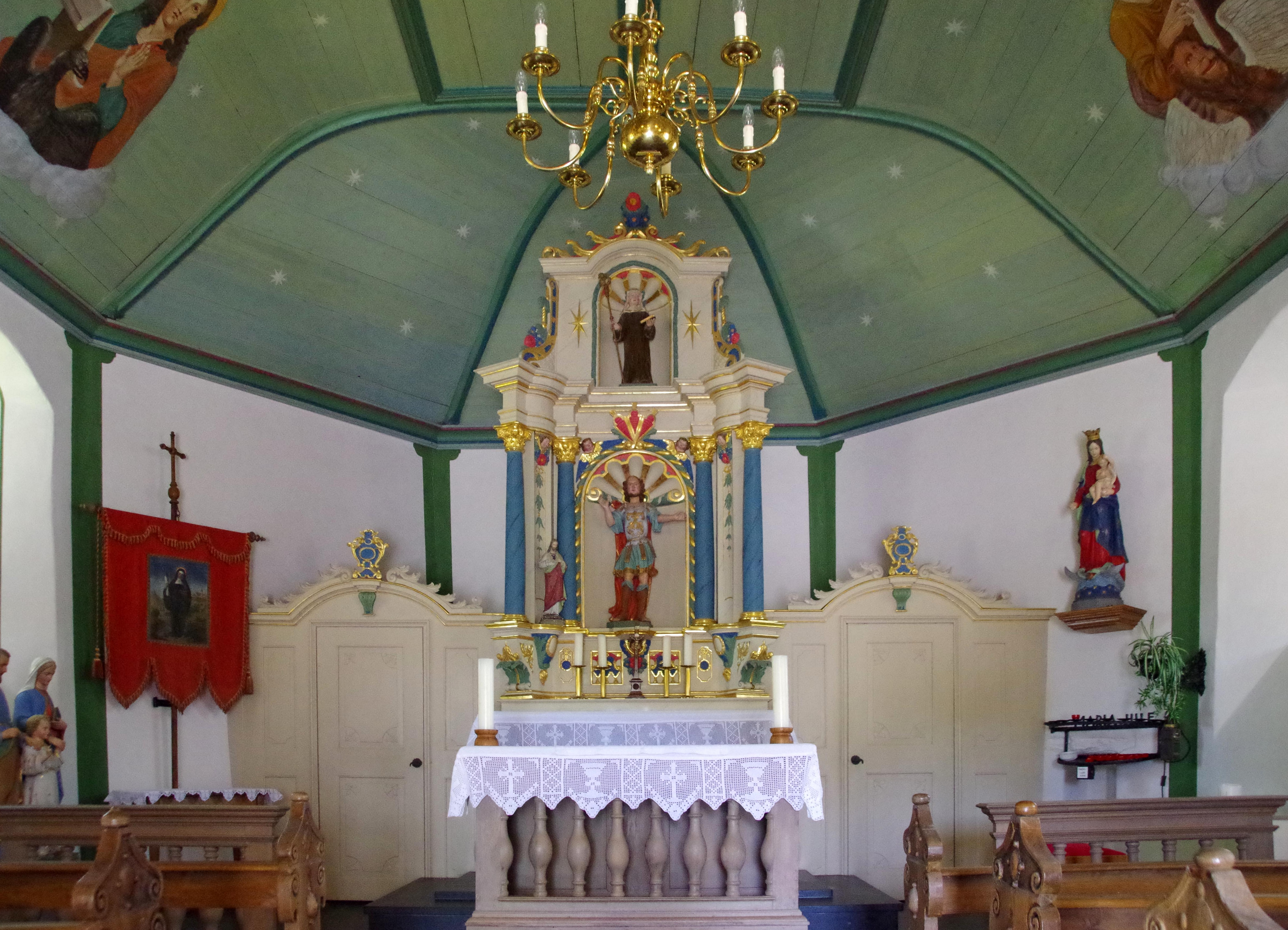
Innenraum
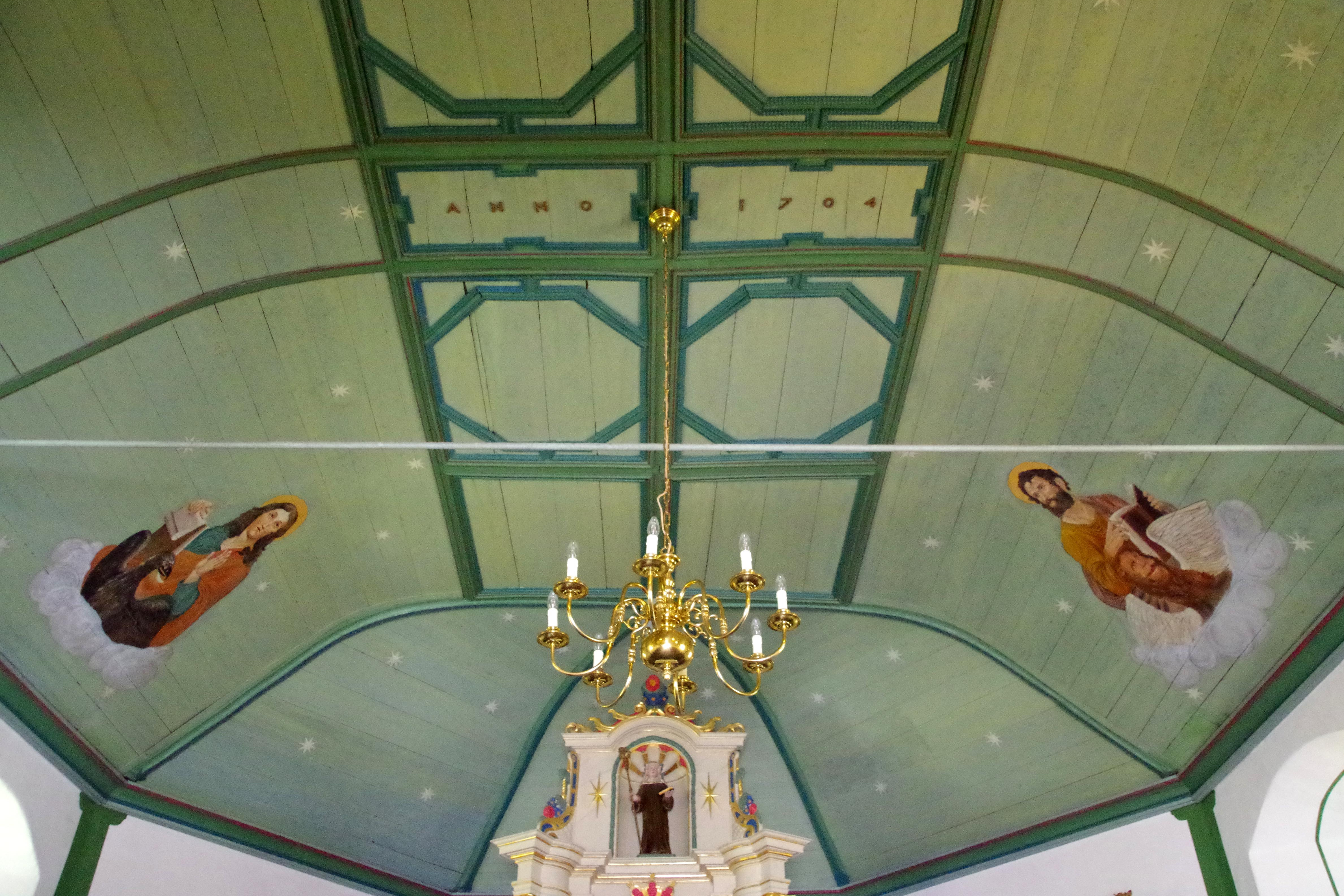
Holzdecke (1704)
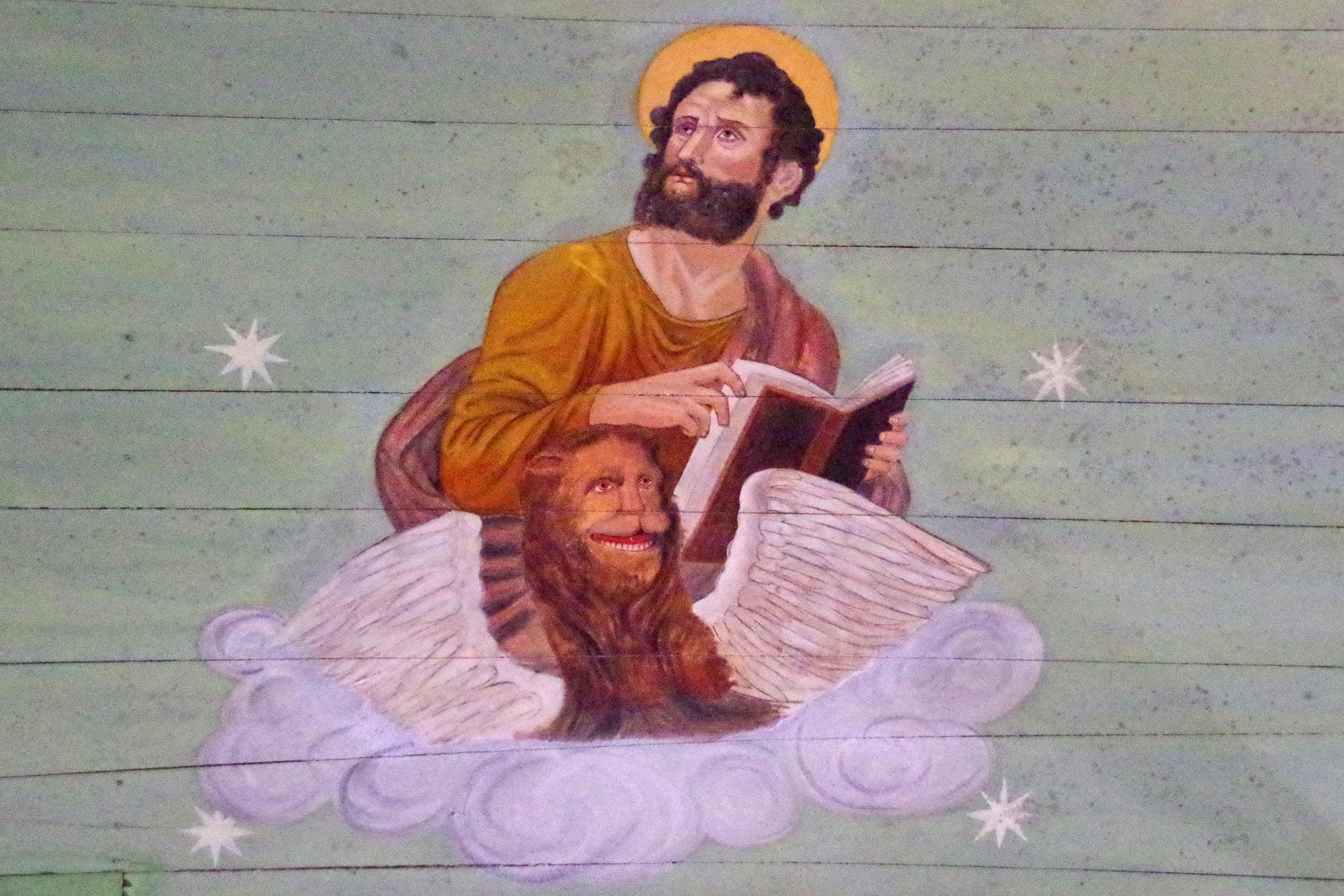
Evangelist Markus
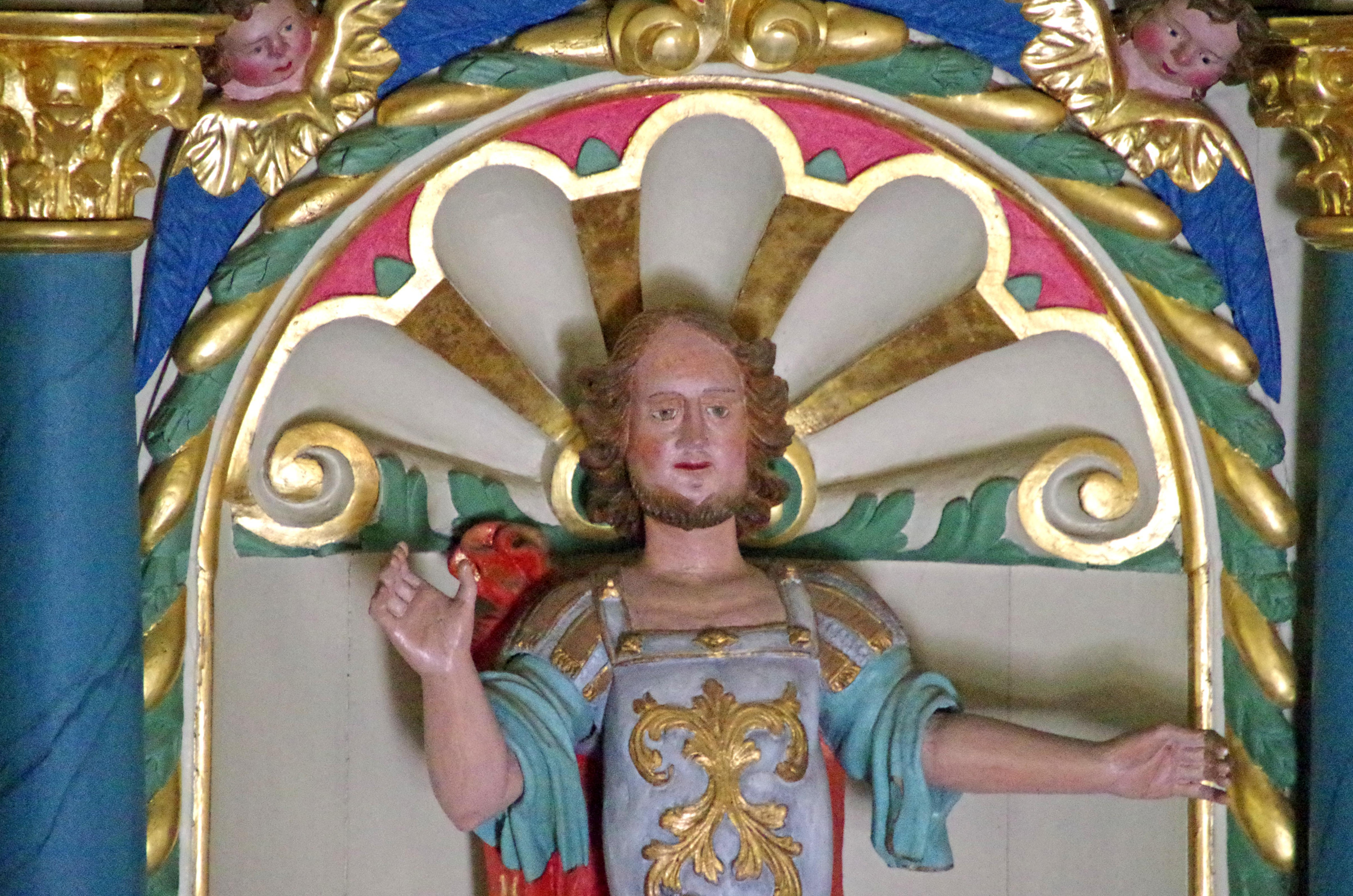
Hochaltar, Detail
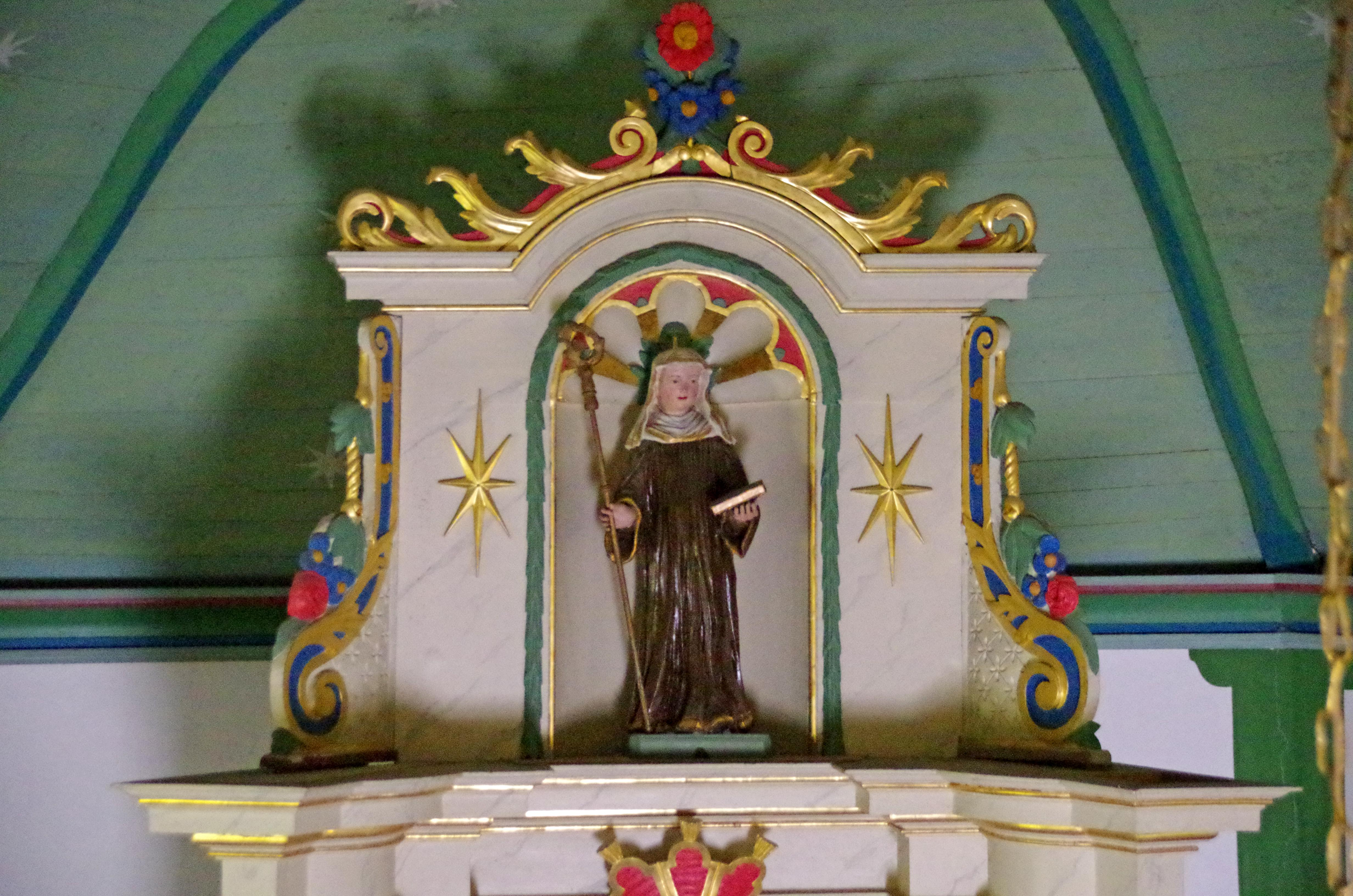
St. Odilia
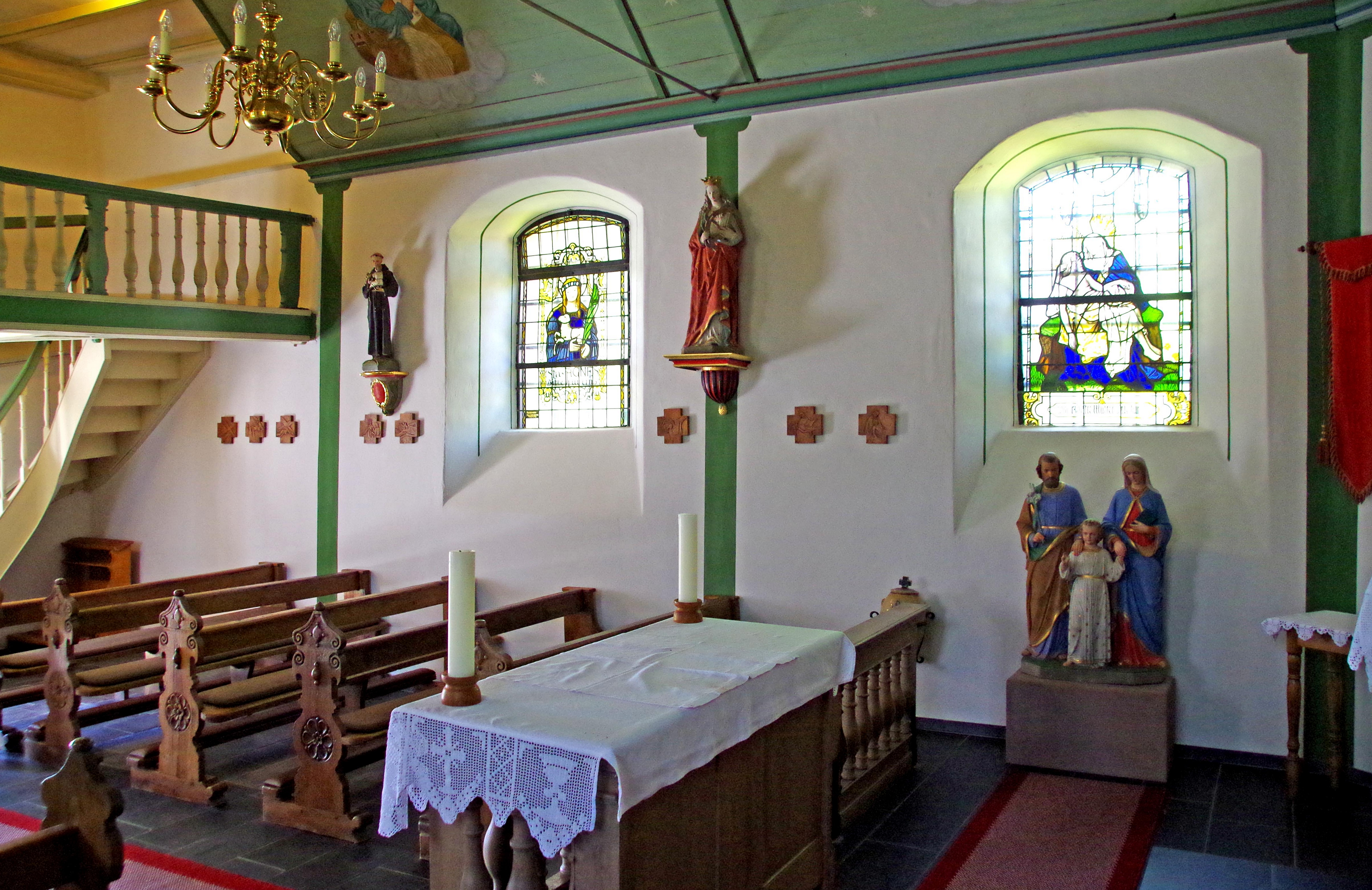
Linker Kapellenraum

- Über das Gemeindegebiet sind zahlreiche Wegekreuze verteilt

Siehe auch: Liste der Kulturdenkmäler in Mützenich

### Grünflächen und Naherholung
- Dreistämmige Buche „Im Koppelsfenn“
- In der Region in und um Mützenich stehen abwechslungsreiche Wanderstrecken zur Verfügung[7][8]

Siehe auch: Liste der Naturdenkmale in Mützenich

### Regelmäßige Veranstaltungen
- Burgbrennen am ersten Wochenende nach Aschermittwoch (sogenannter Scheef-Sonntag)[9][10][11]

## Persönlichkeiten

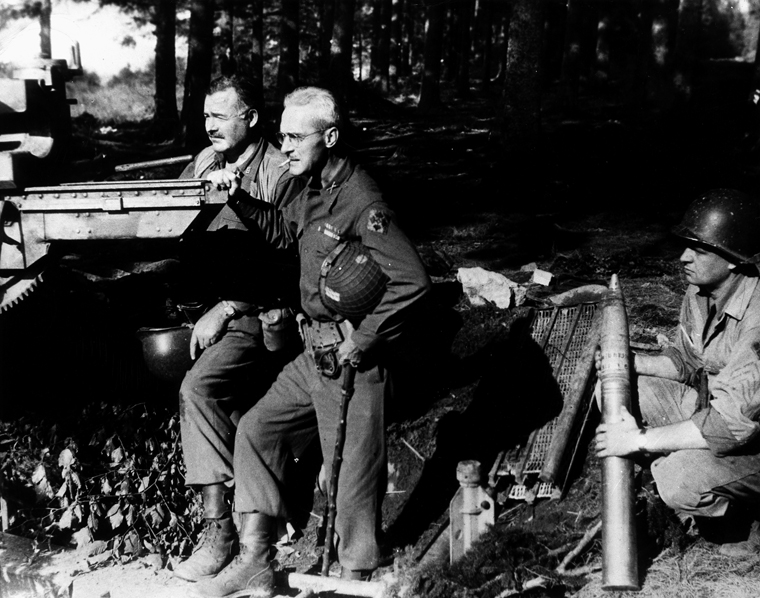
Ernest Hemingway and Buck Lanham (1944)

Als Kriegsreporter beobachtete Ernest Miller Hemingway (amerikanischer Schriftsteller und Literaturnobelpreisträger) die Schlacht im Hürtgenwald. Er befand sich am 18. September 1944 in Schweiler.